# Cedynia
Cedynia (en allemand : Zehden) est une petite ville de la voïvodie de Poméranie-Occidentale, dans le nord-ouest de la Pologne. 

## Géographie
La ville se trouve dans la région historique de la Nouvelle-Marche, à environ 3 km à l'est de l'Oder et la frontière allemande.

## Histoire
Une première forteresse à ce lieu a été construite par les colons slaves au VIIIe siècle. Deux cents ans plus tard, le fort de Cidin a été rattaché à l'État polonais de Mieszko Ier, lorsque la région à l'ouest de l'Oder a été exposée à la colonisation germanique partant de la Francie orientale et fut intégrée dans la marche de l'Est saxonne. L'un des margraves responsibles, Odo Ier de Lusace, a également lancé des camapgnes militaires sur les positions des Polanes ; le 24 juin 972, ses forces furent battues à la bataille de Cedynia.

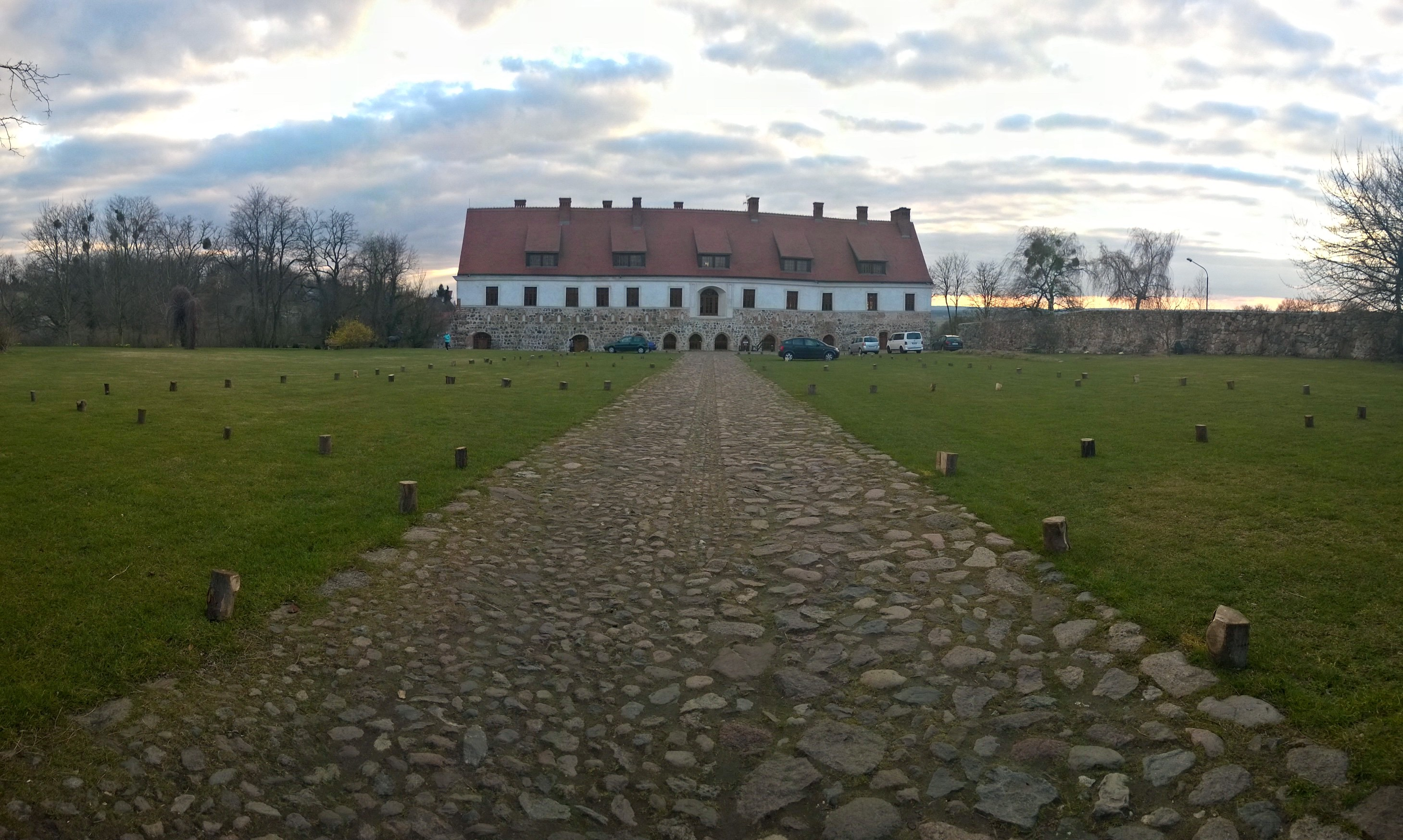
L'abbaye de Cedynia.

Depuis le XIe siècle, le terrain au confluent de l'Oder et de la Warta constitue la zone frontalière entre le royaume de Pologne sous le règne des Piast et les domaines poméraniens au nord, soumis par le duc Boleslas III Bouche-Torse vers 1121. Néanmoins, au milieu du XIIIe siècle, Cedynia passa aux margraves Jean Ier et Othon III de Brandebourg. Vers 1266, un monastère cistercien y a été fondé qui était très étroitement lié à l'abbaye de Chorin.
À la suite de la Réforme protestante, le couvent de Zehden fut sécularisé et ses domaines sont rattachés à la principauté du margrave Jean Ier de Brandebourg-Küstrin. Durant la guerre de Trente Ans, en 1631, le lieu est occupé par les troupes suédoises de Gustave II Adolphe et fut dévasté dans les années suivantes. En 1641, le nouveau électeur Frédéric-Guillaume Ier de Brandebourg commença la reconstruction.
De 1815 à 1945, Zehden était incorporée dans le district de Francfort, l'un des deux districts de la province prussienne de Brandebourg. Occupée par l'Armée rouge vers la fin de la Seconde Guerre mondiale, la région sur la rive est de l'Oder est rattachée à la république de Pologne et les habitants allemands furent expulsés.